# Kíméletlen bosszú
A Kíméletlen bosszú (eredeti cím: Recoil) 2012-ben bemutatott kanadai akciófilm, melyet John Sullivan forgatókönyvéből Terry Miles rendezett. Főszereplője Steve Austin és Danny Trejo.

## Szereplők
- Steve Austin – Ryan Varrett
- Danny Trejo – Drake Salgado
- Serinda Swan – Darcy Keith
- Keith Jardine – Crab
- Lochlyn Munro – Frank Sutton ügynök
- Noel Gugliemi – Rex Salgado
- Adam Greydon Reid – Hedge helyettes

## Fordítás
- Ez a szócikk részben vagy egészben  a   Recoil (2012 film) című angol Wikipédia-szócikk ezen változatának fordításán alapul.  Az eredeti cikk szerkesztőit annak laptörténete sorolja fel. Ez a jelzés csupán a megfogalmazás eredetét és a szerzői jogokat jelzi, nem szolgál a cikkben szereplő információk forrásmegjelöléseként.